# Reinhold Hoemann
Reinhold Hoemann (* 14. April 1870 in Waldbröl; † 27. Oktober 1961) war ein deutscher Gärtner und Landschaftsarchitekt.

## Leben
Hoemann erhielt seine Ausbildung an der Höheren Gartenbauschule der „Flora – Gesellschaft für Botanik und Gartenbau“ in Köln und arbeitete danach an der Internationalen Gartenbauausstellung 1888 in Köln mit. Nach verschiedenen Stationen in angestellter Tätigkeit war er von 1895 bis 1898 städtischer Obergärtner in Düsseldorf. Anschließend gründete er in Düsseldorf-Grafenberg eine bis heute existierende Baumschule – im Jahr 1927 verlegt nach Langenfeld – und arbeitete als erfolgreicher Gartenarchitekt.
Seine Entwürfe übernahmen die Bestrebungen der Gartenreform, die eine mehr architektonische und raumbildende Ausrichtung der Gartenkunst anstrebte. Daneben war er aktives Mitglied in zahlreichen fachlichen Vereinen und Verbänden und gehörte durch seine publizistische Tätigkeit unter anderem als Schriftleiter der Zeitschrift „Die Gartenkunst“ von 1911 bis 1913 zu den einflussreichen Gartenarchitekten seiner Zeit. Sein Plauener Stadtpark gilt als eine der bedeutendsten öffentlichen Anlagen aus dem Beginn des 20. Jahrhunderts in Sachsen.
In der Zeit des Nationalsozialismus wirkte er als Landschaftsanwalt im Sinne von Alwin Seifert am Bau der Reichsautobahnen mit. Am 19. Dezember 1939 beantragte er die Aufnahme in die NSDAP und wurde zum 1. März 1940 aufgenommen (Mitgliedsnummer 7.520.998).

## Werk

### Gärten
- 1903: Stadtpark in Plauen
- 1905: Kaiser-Wilhelm-Park in Düsseldorf
- 1905: Evangelischer Friedhof in Langenberg (Hochbauten von Arno Eugen Fritsche)
- 1907: Poensgenpark am Haus Cromford in Ratingen, für Carl Poensgen

### Schriften
- Erinnerungen an die Studienreise der DGFG nach Frankreich. – In: Die Gartenkunst, 14. Jahrgang 1912, S. 301–308. (Teil 1) (eingeschränkte Vorschau bei Google Bücher)